# اگر شور و شوقش را داری، دوربین را روشن کن!
اگر شور و شوقش را داری، دوربین را روشن کن! (لهستانی: Kręć! Jak kochasz, to kręć!) یک فیلم مستند لهستانی به کارگردانی آندری وایدا است که در سال ۲۰۱۰ منتشر شد. این فیلم دربارهٔ فیلم‌بردار و فیلم‌ساز فقید لهستانی ادوارد کووشینسکی است.